# جولي فاريل أوفينهاوس
جولي فاريل أوفينهاوس (23 أغسطس 1968) هي غطاسة أمريكية. شاركت في حدث الوثب 3 أمتار سيدات في دورة الألعاب الأولمبية الصيفية 1992. وقد وصفت بأنها "أعظم غواص على مستوى الذكور أو الإناث على الإطلاق من ولاية ميشيغان".

## حياتها
ولدت جولي في لانسنغ بولاية ميشيغان عام 1968 ونشأت في برايتون بولاية ميشيغان. تنافست لصالح جامعة ولاية ميشيغان وأحرزت لقب بطلة ( كل أمريكا [الإنجليزية] ) ست مرات، بالإضافة إلى عشرة ألقاب اتحاد العشرة الكبار. في إحدى بطولات اتحاد العشرة الكبار أواخر الثمانينيات وأوائل التسعينيات أصبحت بطلة في منصة الوثب التي يبلغ طولها مترًا واحدًا والمنصة التي يبلغ طولها 3 أمتار. كررت هذا اللقب مرة أخرى حين أصبحت بطلة الرابطة الوطنية لرياضة الجامعات لمنصة الوثب طول متر واحد و 3 أمتار في عامي 1990 و 1991 على التوالي. في عام 1990 أطلق على جولي لقب بطلة غطاسة العام للرابطة الوطنية لرياضة الجامعات في ولاية ميشيغان . في العام التالي أعبرت واحدة من أفضل عشرة رياضيين لذاك العام.
في عام 1989 كانت جولي عضوًا في المنتخب الوطني للولايات المتحدة. وأكسبها أدائها في البطولة الوطنية عام 1992 مكانًا في الفريق الأولمبي الأمريكي.
في عام 1992 وفي المنافسة في بطولة العالم المائية السادسة في برث، أستراليا، احتلت جولي المركز السابع في سباق ثلاثة أمتار. كما شاركت في دورة الألعاب الأولمبية الصيفية لعام 1992 في برشلونة في الحدث النسائي لدور الانطلاق لارتفاع 3 أمتار واحتلت المركز الخامس.